# Ким Чон Су
Ким Чон Су (кор. 김정수; род. 1 января 1977, КНДР) — северокорейский стрелок, призёр Олимпийских игр. На Олимпиаде в Пекине был дисквалифицирован за применение допинга.

## Карьера
Первую медаль на международных соревнованиях высшего уровня завоевал на Азиатских играх 1998 года в Бангкоке. Там он выиграл бронзу в стрельбе на 50 метров из пистолета, а в командном турнире одержал победу. Однако на Олимпиаду в Сиднее спортсмен не попал.
Четыре года спустя, в Афинах стал восьмым в стрельбе из пистолета с дистанции 10 метров, а на дистанции 50 метров завоевал бронзовую медаль, отстав на шесть очков от Михаила Неструева. На следующей Олимпиаде, которая проходила в Пекине Ким сначала завоевал бронзу в стрельбе на 10 метров из пневматического пистолета, а потом и серебро в стрельбе на 50 метров, отстав от победившего Чин Джон О на 0,2 балла.
Однако спустя несколько дней в допинг-пробе Кима был обнаружен запрещённый препарат пропранолол. В результате этого все его результаты были аннулированы, а спортсмен лишен завоёванных медалей.
После отбытия дисквалификации вернулся в спорт и завоевал со сборной КНДР медали на Азиаде-2010.